# Fossilworks
Fossilworks — онлайн-база данных, посвящённая исследованию ископаемых организмов. Имеет записи о таксонах, научных статьях и коллекциях окаменелостей.
Возникла как копия аналогичной базы данных Paleobiology Database, была создана в 2013 году Джоном Элроем, размещается на серверах Сиднейского государственного университета Маккуори. Она включает в себя огромное количество данных, ранее полученных многими палеонтологами со всего мира.
База данных является неправительственным и некоммерческим общественным ресурсом. Проект управляется Джоном Элроем. Имеющиеся данные были предоставлены междисциплинарной интернациональной группой палеонтологов. Цель проекта состоит в том, чтобы создать мировой источник информации таксономических данных морских и наземных организмов из любой геологической эпохи, а также предоставить возможность статистического анализа этих данных. Главная долгосрочная задача проекта состоит в стимулировании общих усилий, для ответа на глобальные палеонтологические вопросы путём развития инфраструктуры базы данных и обработки больших массивов данных.

## История
Первоначально база данных финансировалась National Center for Ecological Analysis and Synthesis и действовала с августа 1998 года по август 2000 года как Phanerozoic Marine Paleofaunal Database (PMPD). Веб-сайт был организован Джоном Элроем и Чарльзом Маршаллом программное обеспечение в то время было создано Элроем.
База данных финансировалась с 2000 по 2006 годы за счет гранта Национального научного фонда. Данные по ископаемым были основаны на PMPD и сведениях из North American Mammalian Paleofaunal Database, Kay Behrensmeyer’s Evolution of Terrestrial Ecosystems Database, и Ordovician invertebrate faunal database Арни Миллера.
Работа базы данных финансируется за счёт гранта от Australian Research Council. Его серверы и зеркальные серверы на ресурсе PBDB работают независимо друг от друга. Разработку программного обеспечения ведёт Майкл Мак-Кленнен (Michael McClennen) в университете Висконсин-Мэдисон.
Cерверы сайта размещены в Университете Маккуори.